# Góra Włodowska
Góra Włodowska – wieś w Polsce, położona w województwie śląskim, w powiecie zawierciańskim, w gminie Włodowice.
W latach 1954–1959 wieś należała i była siedzibą władz gromady Góra Włodowska, po jej zniesieniu w gromadzie Kotowice. 1 I – 8 XII 1973 w gminie Żarki w powiecie myszkowskim. W latach 1975–1998 miejscowość administracyjnie należała do województwa częstochowskiego.

## Nazwa
Nazwę miejscowości w zlatynizowanej staropolskiej formie Gora wymienia w latach (1470–1480) Jan Długosz w księdze Liber beneficiorum dioecesis Cracoviensis.

## Integralne części wsi
| SIMC    | Nazwa    | Rodzaj    |
| ------- | -------- | --------- |
| 0146689 | Czworaki | część wsi |
| 0146695 | Huby     | część wsi |
| 1003058 | Kolonia  | część wsi |
| 0146703 | Stypa    | część wsi |